# Maurizio Nichetti

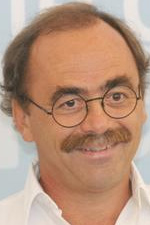
Maurizio Nichetti (2012)

Maurizio Nichetti (* 8. Mai 1948 in Mailand) ist ein italienischer Schauspieler, Filmregisseur und Drehbuchautor.

## Leben
Nichetti besuchte nach einem Abschluss in Architektur 1975 die Schauspielschule des Piccolo Teatro di Milano und arbeitete mit Bruno Bozzetto bei dessen Trickfilmen als Drehbuchautor und Darsteller zwischen 1971 und 1979 mit. Daneben inszenierte er Werbefilme und Dokumentationen. 1974 gehörte er zu den Mitbegründern der Clowngruppe „Quelli di Grock“, tourte mit deren „Magic show“ und war häufig in Fernsehsendungen wie L'altra domenica zu sehen. Als Regisseur war Nichetti für Formate wie Che fai… ridi? (Ende der 1970er Jahre), Quo Vadiz? (1984, mit Sydne Rome) und Pista! (1986) tätig.
1979 veröffentlichte er sein Kinodebüt Ratataplan nach eigenem Drehbuch und mit sich selbst in der Hauptrolle. Die Hommage an den Stummfilm hatte ausschließlich visuelle Gags und war ein phänomenaler Kassenerfolg, der bei minimalen Herstellungskosten in Italien über 6 Milliarden Lire einspielte. Der im darauffolgenden Jahr entstandene Ho fatto splash! war erneut vom Surrealismus beeinflusst und beleuchtete die Probleme einer überforderten Generation. Nach einem Misserfolg, Domani si balla, spielte Nichetti einige komische Rollen in Filmen anderer. 1985 war er als Regisseur des von Hauptdarsteller Nino Frassica geschriebenen Il Bi e il Ba wieder zurück und legte 1988 seinen bis dahin größten Erfolg vor: Die Seifendiebe, eine Liebeserklärung und Weiterentwicklung des Neorealismus, in dem Nichetti seinen Typenkatalog an handelnden Figuren erweiterte und der beim Filmfestival Moskau die Auszeichnung als bester Film gewann. In Montréal triumphierte Von Luft und Liebe aus dem Jahr 1990, in dem Nichettis seine Anfänge beim Trickfilm (gefertigt von Guido Manuli) mit realen Szenen mischte. Der originelle Sefano Quantestorie erzählte 1993 aus dem Leben eines Carabiniere, in dem der Drehbuchautor und Regisseur auch eine vielgelobte Darstellung seines Protagonisten bot. Nach dem Film für ein jüngeres Publikum Free Snowball konnte er mit Luna e l'altra, in dem Träume und Fantasien mit der Realität ihrer Hauptdarstellerin kämpfen, einen Regiepreis der italienischen Kritiker erlangen.
1998 war Nichetti Mitglied der Jury der Filmfestspiele von Berlin, im Jahr darauf der von Cannes. Von 2004 bis 2010 leitete er das Trento Filmfestival.
Im neuen Jahrtausend, nach Honolulu Baby, arbeitete Nichetti wieder für das Fernsehen und drehte bislang vier Fernsehfilme. Daneben war er für Theaterinszenierungen verantwortlich. Zweimal war er als Schauspieler für andere Regisseure aktiv.
Er ist mit der Bühnenbildnerin Maria Pia Angelini verheiratet. Mindestens vier Monografien widmen sich bislang dem Regisseur.

## Filmografie (Auswahl)

### Darstellung
- 1976: Allegro non troppo (Allegro non troppo)
- 1983: Duell der Besten (I Paladini. Storia d'armi e d'amori)

### Regie, Drehbuch, Darstellung
- 1979: Ratataplan – Ein Versager schlägt zurück (Ratataplan)
- 1988: Die Seifendiebe (Ladri di saponette)
- 1990: Von Luft und Liebe (Volere volare)
- 1995: Free Snowball – Rettet den weißen Wal (Palla di neve) (nicht als Darsteller)
- 1997: Luna e l'altra
- 2000: Honolulu Baby (Honolulu baby)

### Drehbuch
- 1994: Held der zwei Welten (L'eroe di due mondi)

## Auszeichnungen (Auswahl)
- Silbernes Band: 1980 für beste Erstlingsregie bei Ratataplan, 1989 für beste Originalidee bei Die Seifendiebe, 1997 für beste Regie bei Luna e l'altra

- David di Donatello: 1991 für bestes Drehbuch bei Von Luft und Liebe

- Globo d’oro: 1989 in der Kategorie „bester Film“ für Die Seifendiebe.